# Patrick Ovie
Patrick Ovie (Lagos, 2 giugno 1978) è un ex calciatore nigeriano, di ruolo difensore.

## Carriera

### Club
Ha giocato nella massima serie dei campionati israeliano, russo e kazako.

### Nazionale
Conta 4 presenze con la nazionale nigeriana.